# Raji Sourani
Raji Sourani (Arabisch: راجي الصوراني; geboren op 31 december 1953 in de stad Gaza) is een Palestijns jurist en mensenrechtenverdediger. Hij richtte in 1995 het Palestijnse Centrum voor Mensenrechten op, en is de directeur ervan. 
Gedurende de Eerste (1987-1993) en Tweede (2000-2005) Intifada in bezet Palestina was hij een vooraanstaand mensenrechtenactivist en -advocaat, waarvoor hij in Israëlische gevangenissen heeft gezeten. 
In 2013 kreeg hij onder meer de Right Livelihood Award
Sinds 2015 leidt Sourani het Palestijnse wettelijke team dat de slachtoffers voor het Internationaal Strafhof vertegenwoordigt. 
Bij duizenden rechtszaken voor Israëlische rechtbanken is aan Palestijnen nooit recht gedaan. 
In 2022 werd hij benoemd als arbiter bij het Internationale Permanent Hof van Arbitrage in Nederland.
Op 22 oktober 2023, kort na het uitbreken van de oorlog van Israël tegen Hamas werd zijn huis van twee verdiepingen in Gaza door Israël gebombardeerd met een zware 900 kg-bom. Dat was kort nadat hij in het Amerikaanse radio- en televisieprogramma Democracy Now! een interview had gegeven met Amy Goodman. Hij was ervan overtuigd dat hij het doelwit was en moest - er door anderen op aangedrongen - tegen zijn wil de Gazastrook verlaten.Twee jonge juristen van het PCHR waren gedood. Hij ontsnapte met zijn vrouw en zoon en vluchtte naar Parijs. Sourani staat als 'terrorist' op de zwarte lijst bij de Verenigde Staten en Israël. 
Sourani is voorvechter van de beweging om Israëli voor het gerecht te brengen en speelde een centrale rol bij het voor oorlogsmisdaden verantwoordelijk houden van Israëlische politici bij het Internationaal Strafhof. In 2024 voegde hij zich bij het wettelijke team van Zuid-Afrika in de genocidezaak tegen Israël bij het Internationaal Gerechtshof
In oktober 2024 sprak hij de vrees uit dat Gaza op het punt was aangeland de begraafplaats van het internationaal recht te worden. 
In februari 2025 sprak hij de hoop uit dat Gaza het niet zou worden.
In april 2025 overhandigde hij een dossier aan de hoofdstedelijke politie in Londen met verklaringen over  oorlogsmisdaden in verband met Britse-Israëliërs die in Gaza gediend hadden.